# Anagrambräcka
Anagrambräcka (Tellima grandiflora) är en stenbräckeväxtart som först beskrevs av Frederick Traugott Pursh, och fick sitt nu gällande vetenskapliga namn av David Douglas och Lindley. Anagrambräcka placeras som ensam art i släktet Tellima inom familjen stenbräckeväxter. Inga underarter finns listade i Catalogue of Life.

## Bildgalleri

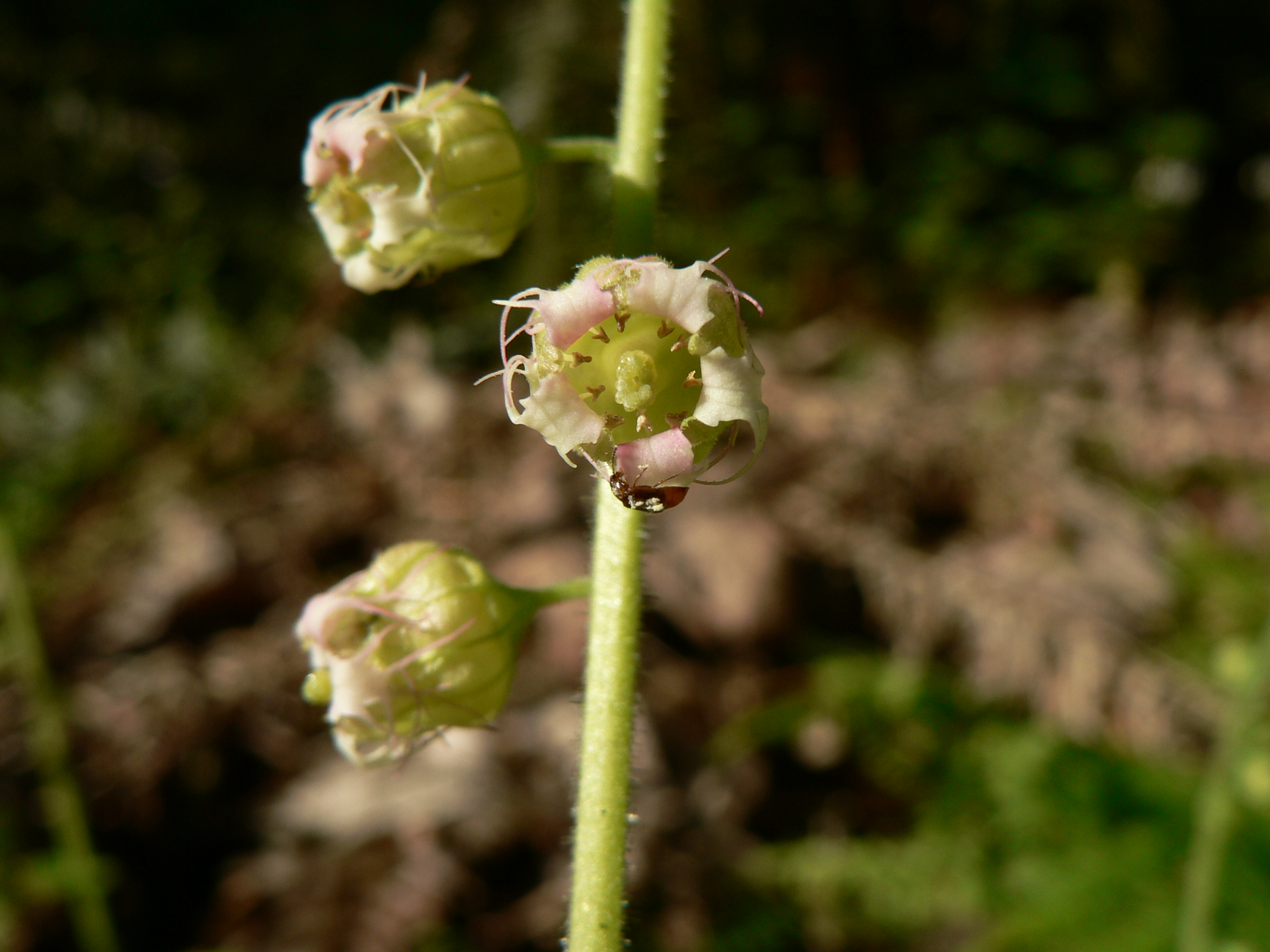